# 제암리 학살 사건
제암리 학살 사건(提巖里虐殺事件)은 일제강점기인 1919년 4월 15일 경기도 수원군 향남면(현 화성시 향남읍) 제암리 소재 제암리 감리교회에서 일어난 학살 사건이다. 기독교계에서는 제암리감리교회 사건으로 부르며, 줄여서 제암리 사건이라고도 부른다. 1982년 9월 29일 문화공보부는 사건 지역을 사적 제299호 《화성 제암리 3·1운동 순국 유적》으로 지정했다. 한국 감리교회에서는 제암리 사건을 감리교회를 넘어선 기독교적 정신을 바탕으로 하는 민족저항운동이었고, 이에 대한 일제의 계획적 만행으로 본다.

## 배경
1919년 3월 1일에 독립 만세 운동이 일어난 얼마 뒤 1919년 3월 31일 발안 장날에 경기도 화성시(당시 수원군) 향남면 제암리에서 독립 만세 운동이 일어났다. 제암리를 비롯한 인근의 주민 천여 명은 발안 장날을 이용해 독립만세를 외쳤다고 한다. 이날 이후 주민들이 밤마다 뒷산에 올라 봉화를 올림으로써 만세운동은 계속됐다.

## 경과
1919년 3월 31일 정오 경, 발안 장터에서 독립 만세 운동이 일어났다.(발안 장날 시위에 대해 논란이 있으나, 당시 일제 측 기록과 발안 장날에 대한 실증적 고찰에 따라 3월 31일로 봄.)
발안 장날은 5일과 10일에 여는 5일장으로 음력으로 개시되었으며 현재와 같이 양력장이 된 것은 1937년 이후이다. 이러한 학술적 진척에도 불구하고 당시 역사가 통일되고 정리되지 않고 있다.) 만세 운동은 팔탄면 가재리의 유학자 이정근, 장안면 수촌리의 천도교 지도자 백낙렬, 향남면 제암리의 안정옥(천도교), 고주리의 천도교 지도자 김흥렬 등이 제암리 감리교회 김교철 전도사와 권사 및 교인과 함께 준비하였다. 3월 31일 정오 이정근이 장터에서 "대한독립만세"를 선창함으로써 시작되었다. 장터에 모인 천여 명이 따라 불렀고, 그 과정에서 일본 경찰의 위협 사격과 군중의 투석이 이어졌다. 시위대는 인근 일본인 소학교에도 불을 질렀다.
일본군 수비대는 주재소로 다가서는 군중들에게 칼을 휘두르기 시작했으며, 이정근과 그의 동생 등 3명이 칼에 맞아 사망했고, 홍원식·안종후·안진순·안봉순·김정헌·강태성(제암리  감리교회기독교인), 김성렬(천도교인) 등이 수비대에 붙잡혀 고문을 받고 풀려 났다.
이때 흥분한 시위 군중이 일본인 가옥이나 학교 등을 방화, 파손하였고, 정미업자 사사카(佐々坂) 등 43명이 3리 밖 삼계리 지역으로 피신하는 일이 벌어졌다. 사사카는 그 보복으로 4월 15일 제암리사건 당시 일본군대의 길 안내를 맡기도 하였다.
- 4월 1일 발안 인근의 마을 주민들이 발안장 주변 산에 봉화를 올리고 시위를 하였다.
- 4월 2일 제1차 검거 작전을 시작. 경기도 경무부에서는 하세베 이와오(長谷部巖) 대장으로 헌병과 보병, 순사로 이루어진 검거반을 보내었으며 6일까지 이어졌다. 시위의 진원지 역할을 한 마을을 습격 방화하고 시위 주모자를 검거하였다.
- 4월 3일 수촌리 구장 백낙렬 천도교 전교사, 수촌 제암리 감리교회 김교철 전도사, 석포리 구장 차병한, 주곡리 차희식 등이 주축이 되어 우정면, 장안면 주민 2천여명이 모여 각 면사무소를 부수고 화수리 주재소로 몰려가 주재소를 불태우는 한편 순사 가와바타를 처단하였다.
- 4월 5일 새벽 3시 반경에 검거반이 수촌리를 급습하여, 종교 시설은 물론 민가에 불을 질러 마을 전체 42호 가운데 38호가 소실되었다(수촌리 학살 사건).
- 4월 9일부터 16일까지 검거반은 제2차 검거 작전을 벌였다.
- 4월 13일 육군 ‘보병 79연대’ 소속 중위 아리타 도시오(有田俊夫)가 지휘하는 보병 11명이 발안에 도착하였다. 토벌 작전이 끝난 발안 지역의 치안 유지가 그들의 임무였다. 그러나 다른 지역의 시위 주모자들은 2차에 걸친 검거 작전으로 대부분 체포된 반면 발안 시위를 주도했던 제암리 주모자들은 체포되지 않아 불안 요소로 남아 있음을 안 아리타는 제암리를 토벌할 계획을 세운다. 제암리는 두렁바위로 주로 안씨들이 모여사는 집성촌이며 일찍부터 천도교의 교세로 민족정신이 고양되었고, 제암리감리교회에서는 문맹퇴치 및 신문화 운동 교육이 이루어졌다. 또한 대한제국 시위대 해산군인 홍원식이 낙향하여 동리 사람들을 모아 교육하고 동지들을 규합하여 구국동지회를 만들었던 민중저변의 의식화가 상당히 이루어졌던 동네이다.
- 4월 15일 오후 2시경, 아리타 중위는 부하 11명을 인솔하고 일본인 순사 1명과 제암리에 살다가 나온 순사보 조희창, 정미소 주인 사사카(佐板)의 안내를 받으며 제암리로 떠났다.

사건의 진행과정을 재구성하면 다음과 같다(그러나 시간과 이름 등 세밀한 부분에서 오류가 있을 수 있다).
- 아리타 부대는 발안에 살던 일본인 사사카와 조선인 순사보 조희창을 내세워, “만세운동을 진압하며 너무 심한 매질을 한 것을 사과하려고 왔다.”라고 말하여, 제암리 주민 가운데 성인 남자(15세 이상)들을 제암리 감리교회에 모이게 하였다.
- 미리 명단을 파악한 듯 오지 않은 사람은 찾아가 불러왔다.
- 아리타 중위가 모인 사람들에게 “기독교의 가르침”에 대해 묻자 ‘안’(안종후 권사로 추정)이란 교인 대표가 대답하였다.
- 아리타 중위가 교회 밖으로 나오자마자 사격 명령을 내렸고, 이에 교회당을 포위하고 있던 군인들이 창문을 통해 안으로 사격하였다.
- 사격이 끝난 후 짚더미와 석유를 끼얹고 불을 질렀다.
- 바람이 세게 불어 불이 교회 아래쪽 집들에 옮겨 붙었고, 위쪽 집들은 군인들이 다니며 방화하였다.
- 교회에 불이 붙자 ‘홍’(홍순진으로 추정)과 ‘면에 다니던 사람,’ ‘노경태’(노불의 증언에는 ‘노’)가 탈출을 시도하여 홍은 도망치다가 사살되었고, 면에 다니던 사람(안상용으로 추정)은 집으로 피신했다가 발각되어 살해당했고, 노경태는 산으로 피해 살아 남았다.
- 탈출하다 사살된 것으로 보이는 시체 두세 구가 교회 밖에 있었다.
- 마을에 불이 난 것을 보고 달려 온 ‘강’(강태성)의 아내(19세)가 군인에게 살해당하였다.
- ‘홍씨’(홍원식 권사) 부인도 군인들의 총을 맞고 죽었다.
- 군인들이 인근 고주리로 가서 시위의 주모자인 천도교 김흥렬 일가 6명을 학살했다.
- 우정, 장안면의 3.1운동 시위로 인해 수촌리 감리교회와 마을이 피해를 입었다는 소식을 듣고 스코필드 박사(석호필)가 현장을 찾아가던 중 제암리 마을의 참상을 보고 국제사회에 알리게 되었다.

## 관련 미디어
- 《끌 수 없는 불꽃》(Unquenchable Fire) : 1919년 4월 17일 수의사이자 선교사였던 프랭크 윌리엄 스코필드는 언더우드, 커티스, 테일러 일행과 자동차로 수촌리 학살 사건의 현장을 확인하러 가던 도중 우연히 제암리의 참상을 목격하였다. 4월 18일 스코필드는 홀로 제암리와 수촌리를 방문한 이래 여러 차례 오가면서 사후 수습을 돕는 한편, 《끌 수 없는 불꽃》이란 책을 펴서 일제의 만행을 세계에 알리는 데 크게 기여하였다.[4]
- 아사히(朝日)신문 2007년 2월 28일자 보도 - 제암리 학살 사건 은폐 : 사건 당시 조선군 사령관 우쓰노미야 다로(宇都宮太郞, 1861-1922) 대장의 일기가 발견되었다. 그는 일기에서 “사실을 사실로 처리하면 보다 간단하지만 학살, 방화를 자인하게 돼 제국의 입장은 더욱 불이익”하기 때문에 “간부와 협의해서 저항해서 살육한 것으로 하고, 학살, 방화 등은 인정하지 않는 것으로 결정하고 밤 12시에 회의를 끝냈다.”라고 적었다.[5][6]

## 일본에서 인식
2019년 2월에 일본인 기독교 신자 10여명이 제암리 순국기념관을 방문하여 학살 사건에 사죄를 하였고, 일본 정치인들은 사과하지 않고 있다고 비판했다.

## 참고 문헌
- 한국기독교역사연구소 저, 한국기독교와 역사 (제7호), 한국기독교역사연구소, 1997년 8월 9일.

아래 두 논문은 위 책에 실린 내용입니다.
- 제암리교회 사건과 서구인들의 반응 : 김승태(숙명여대 강사.교회사학자)
- 제암리교회 사건에 대한 일본측의 반응 : 서정민(연세대 강사.교회사학자)
- 독립기념관 한국독립운동사연구소 편, 한국독립운동사연구 (제30집), 한국독립운동사연구소, 2008년 6월.

위 책의 아래 글에 사건의 주범인 아리타 중위의 군사재판 판결문과 사건 처리 과정이 소개되어 있다.
- 일제의 제암리교회 학살 방화 사건의 처리에 대한 소고[깨진 링크(과거 내용 찾기)] : 김승태(민족문제연구소 연구위원)
- 이병권, 2006 [수원군 우정, 장안면의 3.1운동] 한신대학교 한국사학과(현 경기향토문화연구소 연구위원, 문화유산답사가) 논문

## 같이 보기
- 3·1 운동
- 수촌리 학살 사건
- 프랭크 윌리엄 스코필드
- 화성 제암리 3·1운동 순국 유적 - 사적 제299호
- 고주리 학살 사건